# Rozalind Frenklin
Rozalind Elsi Franklin (engl. Rosalind Elsie Franklin; 25. jul 1920 — 16. april 1958) je bila britanska biofizičarka i kristalografkinja. Njen rad sadrži ključni doprinos razumevanju fine molekulske strukture DNK, RNK, virusa, uglja i grafita. Najpoznatija je po radu na DNK jer dezoksiribonukleinska kiselina ima esencijalne uloge u ćelijskom metabolizmu i genetici. Otkriće njene strukture je pomoglo naučnicima da razumeju način na koji se genetička informacija prenosi sa roditelja na decu.
Franklin je najpoznatija po njenom difrakcionom snimku DNK koje je dovelo do otkrića DNK dvostrukog heliksa. Njeni podaci su prema izjavi Fransisa Krika korišćeni 1953. za formulisanje hipoteze o strukturi DNK. Franklinovi snimci difrakcije X-zraka koji su potvrdili heliksnu strukturu DNK su pokazani Votsonu bez njenog odobrenja ili znanja. Mada su taj snimak i njena precizna interpretacija pružili značajan uvid u DNK strukturu, njen naučni doprinos tom otkriću se retko navodi. Njen neobjavljeni manuskript pokazuje da je ona nezavisno utvrdila sveukupnu B-formu DNK heliksa i lokaciju fosfatnih grupa na obodu strukture.
Nakon rada na DNK, Franklin je izučavala viruse mozaika duvana i polio. Ona je preminula 1958 usled komplikacija izazvanih rakom jajnika.

## Literatura
- Bryson, B. A Short History of Nearly Everything. (2004). Black Swan.  978-0-552-99704-1.
- Crick, F.; Watson, J. (1953). „Molecular structure of nucleic acids” (PDF). Nature. 171 (4356): 737—738. Bibcode:1953Natur.171..737W. PMID 13054692. doi:10.1038/171737a0.
- Crick, F. H. C. What Mad Pursuit, (1988). Basic Books.  978-0-465-09137-9.
- Elkin, L., O. Rosalind Franklin and the Double Helix Physics Today March 2003, pp. 42–48.
- Franklin, RE (1950). „Influence of the bonding electrons on the scattering of X-rays by carbon”. Nature. 165 (4185): 71. Bibcode:1950Natur.165...71F. PMID 15403103. doi:10.1038/165071a0.
- Ferry, Georgina, 2007. Max Perutz and the Secret of Life. Published in the UK by Chatto & Windus ( 978-0-7011-7695-2), and in the USA by the Cold Spring Harbor Laboratory Press.
- Franklin, R.E. & Gosling, R.G. (25. 4. 1953). „Molecular Configuration in Sodium Thymonucleate” (PDF). Nature. 171 (4356): 740—741. Bibcode:1953Natur.171..740F. PMID 13054694. doi:10.1038/171740a0. Приступљено 15. 1. 2011  Reprint also available at Resonance Classics
- Franklin, R.E. and Gosling, R.G. authors of papers received 6 March 1953: Acta Cryst. (1953). 6, 673 The Structure of Sodium Thymonucleate Fibres I. The Influence of Water Content II. The Cylindrically Symmetrical Patterson Function
- Franklin, R.E. (1955). „Structure of tobacco mosaic virus”. Nature. 175 (4452): 379—381. Bibcode:1955Natur.175..379F. PMID 14356181. doi:10.1038/175379a0.
- Franklin  R.E. (1956). „Structure of Tobacco Mosaic Virus: Location of the Ribonucleic Acid in the Tobacco Mosaic Virus Particle”. Nature. 177 (4516): 928—30. Bibcode:1956Natur.177..928F. doi:10.1038/177928b0.
- Holt, J. (2002) "Photo Finish: Rosalind Franklin and the great DNA race" The New Yorker October
- Judson, Horace Freeland, "The Eighth Day of Creation:Makers of the Revolution in Biology" (London: Jonathan Cape,1979), Penguin,1995; expanded edition; New York:Cold Spring Harbor Press. 1996.).
- Brenda Maddox Rosalind Franklin: The Dark Lady of DNA (2002). Harper Collins.  978-0-00-655211-6.
- Nobel Prize (1962). The Nobel Prize in Physiology or Medicine 1962, for their discoveries concerning the molecular structure of nucleic acids and its significance for information transfer in living material, Nobelprize.org
- Olby, R., "The Path to the Double Helix" (London:Macmillan,1974)
- Sayre, A. 1975. Rosalind Franklin and DNA. New York: W.W. Norton and Company.  978-0-393-32044-2.
- Tom Segev One Palestine, Complete, (2000) ( 978-0-349-11286-2) Abacus History.
- Stent, Gunther, editor. "Critical Edition of The Double Helix"(1980) W.W. Norton Co, New York and London.  978-0-393-95075-5.
- Watson, J. Letter to Science, 164, pp. 1539, 27 (1969).
- Maurice Wilkins, The Third Man of the Double Helix, an autobiography (2003) Oxford University Press, Oxford.  978-0-19-280667-3.
- Yockey, H. P. Information Theory, Evolution, and the Origin of Life (2005).

## Spoljašnje veze
- CWP at UCLA
- Rosalind Franklin